# ادم (عمان)
برای دیگر کاربردها، اِدِم (خیز) را ببینید.
 شهرستان اَدَم (به عربی:  ولایة أدم ) یکی از شهرستان‌های استان داخلیه در کشور پادشاهی عمان است. تسمیت این شهرستان به نام ادم به معنای «أدیم الأرض» یعنی «الأرض الخصبة»، که معنای فارسی آن زمین حاصلخیز می‌شود.

## جمعیت
جمعیت این شهر ۱۶٫۸۷۱ نفر است.